# Hägges
Hägges Finbageri AB är ett svenskt företag i Själevad utanför Örnsköldsvik, Västernorrlands län, som tillverkar bakverk.
Hägges grundades 1956 av kusinerna Thage och Torsten Häggström och 1970 investerade Hägges i ett nytt bageri i Själevad. 
1976 såldes företaget till Glacebolaget AB. Det såldes vidare 1979 till Pågen AB och  såldes igen 2000, denna gång i en så kallad ”management-buy-out”. Det blev 2010 dotterbolag till Switsbake Int AB, som ingår i den danska Givescokoncernen.
2018 lades företaget ner.